# Laurence Jackson
Laurence Jackson (Carnwath, 16 settembre 1900 – Biggar, 27 luglio 1984) è stato un giocatore di curling britannico.
Fece parte della nazionale britannica di curling vincendo una medaglia d'oro alle Olimpiadi invernali 1924.